# Pedro Vilardebo
Vilardebó i Vila est un nom catalan. Le premier nom de famille, paternel, est Vilardebó ; le second, maternel, souvent omis, est Vila ; les deux sont fréquemment liés par la conjonction « i ».
Pedro Vilardebó Vila (né le 16 octobre 1953 et mort le 22 octobre 2004 à Santa Eulalia de Ronçana en Catalogne) est un coureur cycliste professionnel espagnol.

## Palmarès
- 1976
  -  Champion d'Espagne sur route amateurs
- 1977
  - 2e du Gran Premio Nuestra Señora de Oro
  - 3e du Trofeo Masferrer
- 1978
  - 3eb étape du Tour des vallées minières
  - 3e de la Semaine catalane
- 1979
  - 1re étape du Tour de Catalogne
  - 2e du Tour de Catalogne
  - 2e de l'Escalade de Montjuïc
  - 3e de la Prueba Villafranca de Ordizia
- 1980
  - 3e de la Klasika Primavera

## Résultats sur les grands tours

### Tour de France
2 participations
- 1978 : 40e
- 1979 : abandon (14e étape)

### Tour d'Italie
2 participations 
- 1977 : 58e
- 1978 : 76e

### Tour d'Espagne
1 participation
- 1980 : 18e